# Schmucksternkolibri
Der Schmucksternkolibri (Calothorax pulcher) oder Schmuckkolibri ist eine Vogelart aus der Familie der Kolibris (Trochilidae), die endemisch in Mexiko ist. Der Bestand wird von der IUCN als „nicht gefährdet“ (least concern) eingeschätzt. Die Art gilt als monotypisch.

## Merkmale
Der Schmucksternkolibri erreicht eine Körperlänge von etwa 8 bis 9 cm bei einem Gewicht von ca. 2,6 bis 3,1 g. Er ähnelt sehr dem Luzifersternkolibri und ist von diesem in freier Natur kaum zu unterscheiden. Der männliche Schmucksternkolibri hat einen etwas kürzeren gebogenen schwarzen Schnabel als der Luzifersternkolibri. Der vordere Oberkopf ist matt grün, der Rest der Oberseite grün. Der große schillernde Kragenspiegel reflektiert einen purpurn rosa bis magentafarbenen Schimmer, der seitlich etwas verlängert ist und von weißen Strichen darüber und darunter begrenzt wird. Der Rest der Unterseite ist grün mit kleinen rotbraunen Flecken an den unteren Flanken. Der lange und tief gegabelte Schwanz ist an den äußersten Steuerfedern breiter und abgerundeter als beim Luzifersternkolibri. Der Schnabel des Weibchens kann im Biegungsgrad variieren, ist aber generell kürzer und gerader als beim Luzifersternkolibri. Die Oberseite ist grün. An der Kehle und an der Brust ist das Weibchen ohne schimmernde Federn gelbbraun. Die Mitte des Bauchs ist weiß und somit ähnlich wie beim Luzifersternkolibri. Der Schwanz ist doppelt abgerundet, die inneren Steuerfedern sind grün, die äußeren rotbraun, distal schwarz mit weißen Flecken. Jungvögel ähneln im Aussehen den Weibchen, doch entwickeln männliche Jungtiere im Sommer etwas Farbe an der Kehle.

## Verhalten und Ernährung
Der Schmucksternkolibri ernährt sich vom Nektar niedrig wachsender Korallenbäume, Salbei, Agaven, Kakteen und Castilleja. Kleinere Insekten fängt er während kurzer Ausflüge im Flug. Diese startet er von seinem Ansitz aus.

## Fortpflanzung
Es gibt einen Bericht von einem Nest im Mai. Das kelchförmige Nest war an einer Astzweigung in 2,5 Metern über dem Boden gebaut. Zum Bau wurden Pflanzenfasern und Pflanzenabwurf verwendet. An der Außenseite war das Nest mit braunem Korbblütler-Brei verziert. Das Gelege besteht aus zwei Eiern. Die Brutdauer beträgt 15 bis 16 Tage, wobei nur das Weibchen die Eier ausbrütet. Nach 19 bis 22 Tagen werden die Nestlinge flügge.

## Lautäußerungen
Der mögliche Gesang besteht aus wiederholten hellen, dünnen und piepsigen tzwi..tzwi..tzw-Tönen. Die Laute beinhalten schwache zwitschernde tschit-Töne, die teils verdoppelt und verdreifacht werden, und trocken rüttelnde tsrrr-Töne. Beim Scheuchen gibt der Schmucksternkolibri ein abnehmendes Zwitschern von sich. Sein Schwirrflug klingt bienengleich.

## Verbreitung und Lebensraum

Verbreitungsgebiet des Schmucksternkolibris

Der Schmucksternkolibri bevorzugt arides bis halbtrockenes und subtropisches Gestrüpp, dornigen Wald sowie Hochbecken normalerweise in Höhenlagen von 1000 bis 2200 Meter. Das Verbreitungsgebiet erstreckt sich über das zentrale Guerrero und das südliche Puebla bis in den Südosten und Osten Oaxacas. Berichte über Vorkommen im Distrito Federal, Morelos und Chiapas werden angezweifelt.

## Migration
Der Schmucksternkolibri gilt als Standvogel. Saisonal kommt er im Dezember bis April fast auf Meereshöhe am Isthmus von Tehuantepec vor.

## Etymologie und Forschungsgeschichte
Die Erstbeschreibung des Schmucksternkolibris erfolgte 1859 durch John Gould unter dem wissenschaftlichen Namen Calothorax pulchra. Die Typusexemplare stammten aus Oaxaca. Bereits 1840 führte George Robert Gray die Gattung Calothorax u. a. für den Luzifersternkolibri ein.  Der Begriff Calothorax leitet sich aus den griechischen Wörtern καλός kalós für „wunderschön, schön“ θώραξ, θώρᾱκος thṓrax, thṓrakos für „Brustschild“ ab. Der Artname pulcher, pulchra ist lateinischen Ursprungs und bedeutet „schön, attraktiv, hübsch“.